# Episodi di King of Kensington (quarta stagione)
La quarta stagione della serie televisiva King of Kensington è stata trasmessa in anteprima in Canada dalla CBC Television tra il 28 settembre 1978 e il 29 marzo 1979.
| nº | Titolo originale           | Titolo italiano | Prima TV Canada   | Prima TV Italia |
| -- | -------------------------- | --------------- | ----------------- | --------------- |
| 1  | King's First Date          |                 | 28 settembre 1978 |                 |
| 2  | Summer of '56              |                 | 5 ottobre 1978    |                 |
| 3  | School Daze                |                 | 12 ottobre 1978   |                 |
| 4  | The Invitation             |                 | 19 ottobre 1978   |                 |
| 5  | Words and Music            |                 | 26 ottobre 1978   |                 |
| 6  | Carol's Arrival            |                 | 2 novembre 1978   |                 |
| 7  | Double Standard            |                 | 9 novembre 1978   |                 |
| 8  | The Purse Snatcher         |                 | 16 novembre 1978  |                 |
| 9  | The Third Party            |                 | 7 dicembre 1978   |                 |
| 10 | Big Brother                |                 | 14 dicembre 1978  |                 |
| 11 | An Xmas Story              |                 | 21 dicembre 1978  |                 |
| 12 | The Houseguest             |                 | 28 dicembre 1978  |                 |
| 13 | With This Ring             |                 | 4 gennaio 1979    |                 |
| 14 | Guido's Job                |                 | 11 gennaio 1979   |                 |
| 15 | Over the Hill              |                 | 18 gennaio 1979   |                 |
| 16 | Dear Aunt Martha           |                 | 25 gennaio 1979   |                 |
| 17 | The Best Man               |                 | 1º febbraio 1979  |                 |
| 18 | Hockey Night in Kensington |                 | 15 febbraio 1979  |                 |
| 19 | True Confessions           |                 | 22 febbraio 1979  |                 |
| 20 | White Lace Gloves          |                 | 8 marzo 1979      |                 |
| 21 | The Fishing Trip           |                 | 15 marzo 1979     |                 |
| 22 | Cyrano de Kensington       |                 | 22 marzo 1979     |                 |
| 23 | The PMO                    |                 | 29 marzo 1979     |                 |